# Тиховский
Тихо́вский — хутор в Красноармейском районе Краснодарского края.
Входит в состав Трудобеликовского сельского поселения.

## География
Хутор расположен на правом берегу Кубани в месте отделения от неё рукава Протоки. Центр сельского поселения хутор Трудобеликовский расположен в 10 км севернее хутора. Город Славянск-на-Кубани расположен в 8 км к северо-западу от хутора.

### Улицы
| - пер. Юбилейный, - ул. Вольная, - ул. Кладбищенская, - ул. Красная, - ул. Набережная, - ул. Октябрьская, - ул. Первомайская, | - ул. Победы, - ул. Полевая, - ул. Проточная, - ул. Северная, - ул. Спокойная, - ул. Школьная. |

## История
Не позднее начала XIX века на месте современного поселения существовал один из опорных пунктов Черноморской кордонной линии под названием Ольгинский кордон/пост.
Хутор основан в 1899 году. Назван в честь войскового полковника Л. Л. Тиховского, погибшего в битве с горцами при защите казачьих селений в 1810 году.

## Население
| 2002 | 2010 |
| ---- | ---- |
| 692  | ↗696 |

## Известные уроженцы
- Абазаров Владимир Алексеевич (6 мая 1930 — 13 мая 2003) — выдающийся советский геолог.